# Kasted Sogn
Kasted Sogn er et sogn i Århus Vestre Provsti (Århus Stift).
I 1800-tallet var Kasted Sogn anneks til Tilst Sogn. Begge sogne hørte til Hasle Herred i Århus Amt. Tilst-Kasted sognekommune blev ved kommunalreformen i 1970 indlemmet i Aarhus Kommune.
I Kasted Sogn ligger Kasted Kirke.
I sognet findes følgende autoriserede stednavne:
- Kasted (bebyggelse, ejerlav)
- Koldkærgård (ejerlav, landbrugsejendom)
- Kærbygård (ejerlav, landbrugsejendom)